# Соминка (приток Полисти)
Соминка (Вороток, Большая Соминка) — река в России, протекает по Старорусскому району Новгородской области. Устье реки находится в 10 км по правому берегу реки Полисть. Длина реки составляет 13 км, площадь водосборного бассейна 59,2 км². В нижнем течении (ниже озера Сомино) река называется Вороток. Около устья ширина реки — 12 метров, глубина — 0,5 метра.
Редья вытекает из мелиорированного болота. Многочисленные каналы соединяют истоки реки с рекой Редья.
Река течёт на север, огибая Старую Руссу с востока. У деревни Медниково справа впадает малая река Редья (не та Редья, что была упомянута выше).
В реку сбрасывает сточные воды ОАО «123 авиационный ремонтный завод»

## Данные водного реестра
По данным государственного водного реестра России относится к Балтийскому бассейновому округу, водохозяйственный участок реки — Ловать и Пола, речной подбассейн реки — Волхов. Относится к речному бассейну реки Нева (включая бассейны рек Онежского и Ладожского озера).
Код объекта в государственном водном реестре — 01040200312102000024145.